# ماشو
ماشو، آن‌گونه که در حماسه گیلگمش اساطیر بین‌النهرین توصیف شده‌است، کوه سرو بزرگی است که گیلگمش -شاه قهرمان پس از خروج از جنگل سرو، جنگلی به گستره ده هزار لیگ، در سفر خود به دیلمون از طریق تونلی می‌گذرد. سیدوری، علوی، در ساحل زندگی می‌کرد و با «آب‌های مرگ» مرتبط بود که گیلگمش برای رسیدن به اوتناپیشتیم در جستجوی راز زندگی ابدی باید از آن عبور می‌کرد.

## موقعیت واقعی ممکن برای داستان
مکان مربوطه در واقعیت موضوع حدس و گمان بوده‌است زیرا هیچ مدرک تأیید کننده‌ای پیدا نشده‌است. جفری اچ تیگای پیشنهاد می‌کند که در نسخه سومری، از طریق ارتباط با خدای خورشید اوتو، کوه سرو به‌طور ضمنی در شرق قرار دارد، در حالی که در نسخه‌های اکدی، مقصد گیلگمش از شرق حذف شده‌است. و «به صراحت در شمال غرب، در لبنان یا نزدیک آن واقع شده‌است».